# نوژنکو
نوژنکو (به لاتین: Nożynko) یک روستا در لهستان است که در گمینا چارنا دانبرووکا واقع شده‌است. نوژنکو ۱۶۰ نفر جمعیت دارد.